# 조합 식사

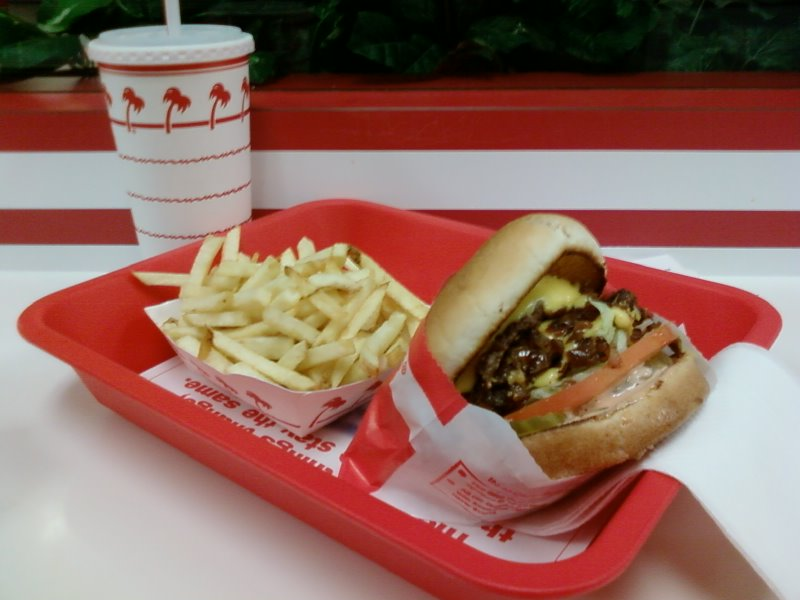
패스트푸드에 속하는 조합 식사의 예.

조합 식사(組合 食事, 영어: combination meal 컴비네이션 밀[*] 또는 줄여서 combo meal 콤보 밀[*])는 일반적으로 음식과 음료가 있는 유형의 식사이다. 이것은 패스트푸드 식당에서 제공하는 가장 기본적인 유형의 식사이다. 조합 식사는 음식들을 개별적으로 주문하는 것보다 가격이 낮은 경우가 많다(=항상 그렇지는 않다).
조합 식사는 소비자가 자신이 원하는 조합의 식사를 위해 일품 요리를 주문하는 형태이다. '카사다'(casada)는 코스타리카와 파나마에서 점심 식사로 제공되는 조합 식사의 일반적인 유형이다.

## 사진

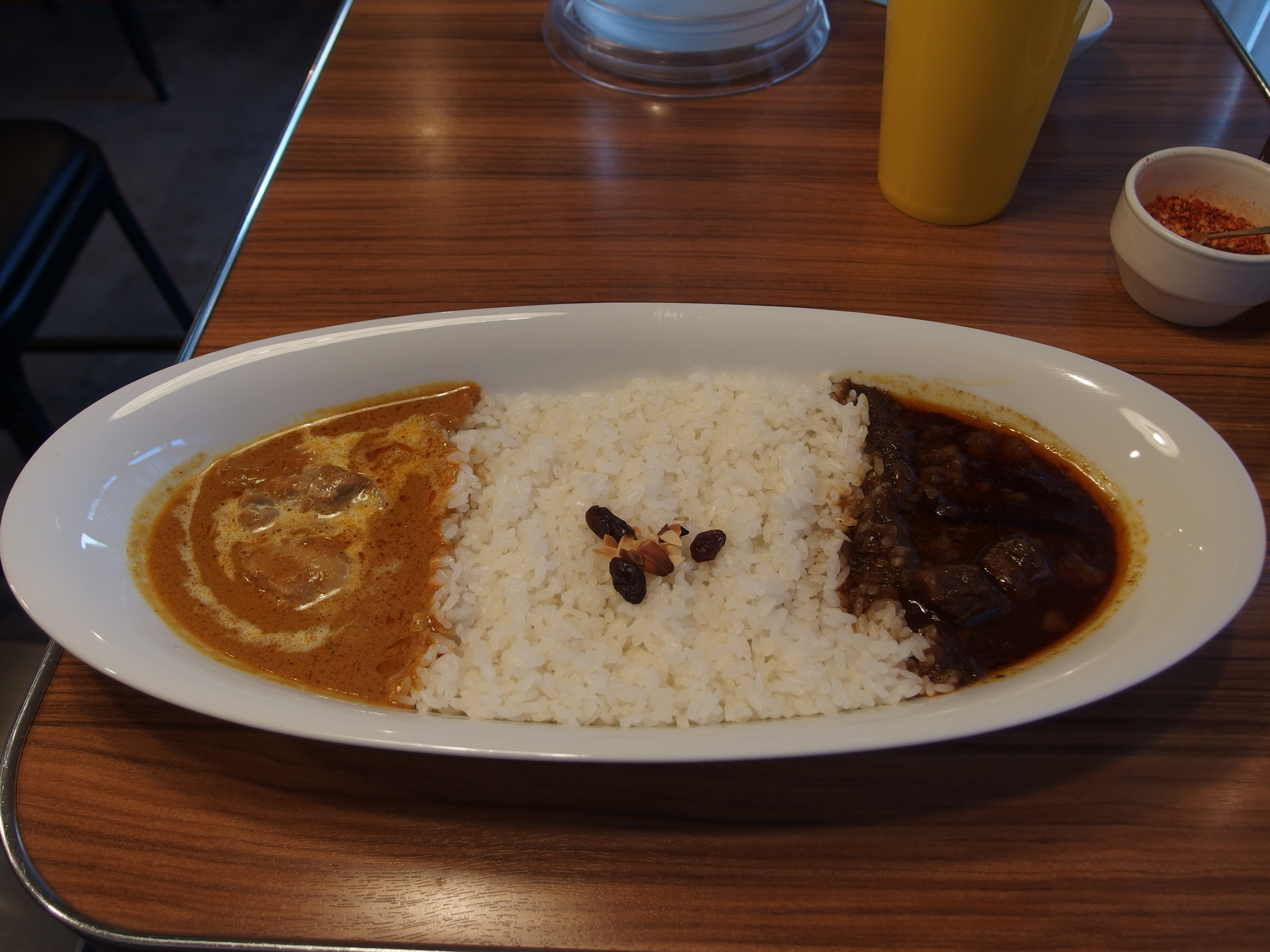
치킨 카레, 쌀, 쇠고기 카레가 들어간 조합 식사.
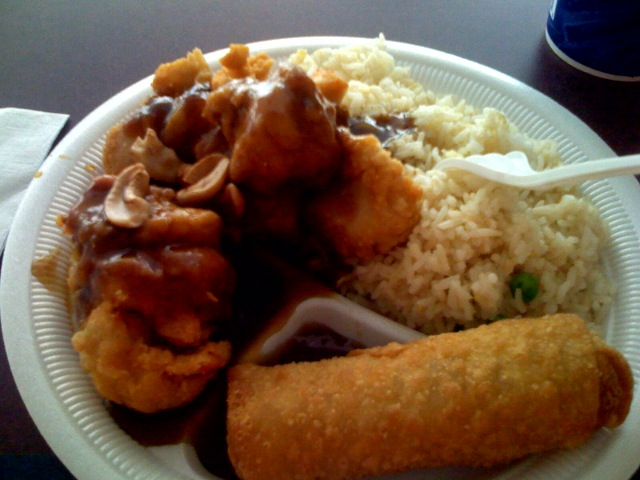
캐슈 치킨, 볶음밥 및 계란말이로 구성된 미국식 중국 요리 조합 식사 요리.

## 같이 보기
- 정식